# Max Schach
Max Schach (* 2. Mai 1886 als Max Schacherl in Zenta, Österreich-Ungarn; † 3. August 1957 in London, Großbritannien) war ein Journalist, Filmproduzent und Firmenmanager beim deutschen und britischen Film.

## Leben
Max Schach arbeitete in jungen Jahren als Journalist, zwölf Jahre lang war er Theater- und Filmkritiker beim Berliner Tageblatt. Gegen Ende des Ersten Weltkriegs ging er zur UFA als Dramaturg und Lektor von Drehbüchern, wenig später war er an der Gründung bzw. Leitung der Produktionsfirmen Emelka und Stern-Film beteiligt und wurde Generalmanager der Universal Studios in Europa. Max Schach produzierte auch persönlich einige Filme seines Freundes, des Regisseurs Karl Grune. 
1933 flohen die Juden Schach und Grune vor den Nationalsozialisten nach Großbritannien, wo Schach zwischen Ende 1934 und Ende 1937 für seine eigenen, kurzlebigen Filmgesellschaften Capitol, Cecil, Trafalgar und Buckingham insgesamt 18 Filme herstellte; primär Kostümstoffe und Musikromanzen. Den Anfang machte das von Grune inszenierte exotische Orient-Drama „Der rote Sultan“ mit Fritz Kortner. Auch zwei Musikfilme mit Richard Tauber, „Das singende Land“ und „Der Bajazzo“, waren Erfolge. Schachs andere Produktionen, die in dieser Zeit den englischen Filmmarkt überschwemmten, erwiesen sich jedoch als finanzielle Flops. Der Österreicher brachte mit den eingefahrenen Verlusten von 1,5 Mio. Pfund die Finanziers in erhebliche Bedrängnis. Daraufhin erließ die britische Regierung ein neues Kontingentgesetz, das die Arbeitsmöglichkeit von Immigranten seit 1938 erheblich einschränkte. Schach konnte daraufhin keinen einzigen Film mehr herstellen. 
Max Schach starb, von der Branche mittlerweile völlig vergessen, in London-Chelsea im Sommer 1957.

## Filmografie
| - 1922: Der Graf von Charolais - 1923: Schlagende Wetter - 1923: Die Straße - 1924: Arabella, der Roman eines Pferdes - 1924: Komödianten - 1925: Die Stadt der Versuchung - 1925: Eifersucht - 1927: Die Geliebte - 1927: Das Schicksal einer Nacht - 1927: Die rollende Kugel - 1929: Waterloo - 1935: Der rote Sultan (Abdul the Damned) - 1935: Moscow Nights - 1935: Koenigsmark - 1935: When Knights Were Bold | - 1935: Public Nuisance No. 1 - 1936: Love in Exile - 1936: The Marriage of Corbal - 1936: Dishonour Bright - 1936: Southern Roses - 1936: Das singende Land (Land Without Music) - 1936: Der Bajazzo (Pagliacci) - 1936: Die Liebe eines Fremden (Love From a Stranger) - 1937: Träumende Augen (Dreaming Lips) - 1937: For Valour - 1937: The Lilac Domino - 1937: Jericho - 1937: Mademoiselle Docteur - 1938: Second Best Bed |